# The Deadly Assassin
A The Deadly Assassin a Doctor Who sorozat nyolcvannyolcadik része, amit 1976. október 30. és november 20. között vetítettek négy epizódban.
Ebben a részben nem volt társa a Doktornak, mert nem szerepelt a Sarah Jane Smith-t alakító Elisabeth Sladen, de a következő részben szerepelni fog Louise Jameson mint Leela. Valamint ismét megjelent néhány év után a Doktor főellensége, a Mester, akit ezúttal Peter Pratt alakított (ennek oka, hogy az előző Mestert alakító színész, Roger Dalgedo meghalt egy törökországi autóbalesetben). Ezek mellett megjelent a Mátrix, ami egy 1999-s mozifilmben is fog szerepelni.

## Történet
A Doktor egy telepatikus látomásában az Idő Lordok Nagy Tanácsát látja, abban a pillanatban, amikor az Elnököt egy orgyilkos lelövi. Azonnal Gallifrey-re siet, hogy megakadályozza a merényletet. Gallifrey-n azonban a valaha ellopott TARDIS utasát mint régi bűnözőt fogadják. Sikerül az őrséget kijátszania és bejutnia a Nagy Tanács ülésére, azonban még nem sejti, hogy valaki rettenetesen átverte, hamarosan őt fogják a merénylettel gyanúsítani...
A Doktort pedig régi ellenfele a Mester verte át, de ezért a Doktor hogy könnyítse tisztázta azzal magát hogy jelentkezik az elnökválasztásra. A tisztázása során be kell jutnia a Mátrixba hogy kideríthesse az egészet. Ezalatt kiderül, hogy a Mester egyik bábuja, Goth volt a tettes, aki szintén meghal a Mátrixban, amikor a Doktort akarta a főgonoszt levadászni. De ugyanakkor a Mester azt akarja ezúttal, hogy megkaparinthassa a Harmónia Szemét, ami végül nem sikerül.

## Epizódok listája
| Epizód sorszáma | Bemutató napja     | Hossza | Nézők száma (millió) |
| --------------- | ------------------ | ------ | -------------------- |
| 1               | 1976. október 30.  | 21:13  | 11,8                 |
| 2               | 1976. november 6.  | 24:44  | 12,1                 |
| 3               | 1976. november 13. | 24:24  | 13                   |
| 4               | 1976. november 20. | 24:23  | 11,8                 |

## Utalások
A rész hasonló cselekménnyel bír, mint a The Manchurian Candidate című film.
Az epizód egy kommentárral kezdődött amiben Tom Baker volt a felolvasó, amiben utaltak az Idő Lordokra. A bevezetés hasonló a Star Wars filmekhez azzal az eltéréssel hogy a szöveg eltérő módon jelent meg és tűnt el, valamint hogy nem voltak a háttérben csillagok.

## Könyvkiadás
A könyvváltozatát 1977. október 20-án adta ki a Target könyvkiadó.

## Otthoni kiadás
- VHS-en 1989 márciusában adták ki az USA-ban omnibus formában.
  - Az UK-n 1991-n adták ki eredeti epizodikus formában.
- DVD-n 2009. május 11-én adták ki.

### Fordítás
- Ez a szócikk részben vagy egészben  a   The_Deadly_Assassin című angol Wikipédia-szócikk fordításán alapul.  Az eredeti cikk szerkesztőit annak laptörténete sorolja fel. Ez a jelzés csupán a megfogalmazás eredetét és a szerzői jogokat jelzi, nem szolgál a cikkben szereplő információk forrásmegjelöléseként.